# Quararibea santaritensis
Quararibea santaritensis é uma espécie de angiospérmica da família Bombacaceae.
Apenas pode ser encontrada no seguinte país: Panamá.